# Fayette megye (Alabama)
Fayette megye az Amerikai Egyesült Államokban, azon belül Alabama államban található. Alabama északnyugati részén található Fayette megye a Sipsey folyó nagy részének ad otthont , amely az egyik leghosszabb szabad folyású mocsár- és folyórendszer az államban. A megyét egy választott hattagú bizottság irányítja. Megyeszékhelye és legnagyobb városa Fayette. Lakosainak száma 16 321 fő (2020. április 1.).

## Szomszédos megyék
- Marion megye
- Lamar megye
- Pickens megye
- Tuscaloosa megye
- Walker megye

## Története
Fayette megyét 1824. december 20-án alapították Tuscaloosa és Marion megyék egyes részeinek felhasználásával. A megyét Marquis de Lafayete francia tábornokról és forradalmi háborús hősről nevezték el , aki a megye létrehozása idején Alabamában járt. Az első település a mai megyeszékhely, Fayette környékén eredetileg LaFayette néven volt; 1821. január 15-én a várost bejegyezték, amikor Fayette megyét megalapították átnevezték a várost Fayette Court House-ra. Korábban „Fayetteville” néven is ismerték, amely név a térképeken és az 1880-as és 1890-es amerikai népszámláláson is szerepelt. Hivatalosan 1898-ban rövidítették „Fayette”-re. A jelenlegi városháza 1911-ben épült. 1912-ben a Christ Church megnyitotta a koedukált Alabama Christian College-t Berry városában, a megye keleti részén.

## Népesség
A 2020-as népszámlálási becslések szerint Fayette megye lakossága 16 321 fő volt a következő eloszlás szerint.
| Rassz            | lélekszám | százalék | rangsor az állam 67 megyéje közül |
| ---------------- | --------- | -------- | --------------------------------- |
| Teljes           | 16321 fő  | 0,32     | 52                                |
| Fehér            | 13552 fő  | 83,0     | 10                                |
| Afroamerikai     | 1720 fő   | 10,5     | 49                                |
| Több rasszú      | 531 fő    | 3,3      | 36                                |
| Spanyol          | 396 fő    | 2,4      | 43                                |
| Őslakos és egyéb | 73 fő     | 0,4      | 51                                |
| Ázsiai           | 49 fő     | 0,3      | 46                                |

A megyeszékhelynek, Fayette-nek 4329 lakosa volt.
 A megye további jelentősebb települései közé tartozik Berry, Glen Allen és Belk . 
A háztartások medián jövedelme 41 469 dollár volt, szemben az állam egészére vonatkozó 52 035 dollárral, az egy főre jutó jövedelem pedig 23 389 dollár volt, szemben az állam egészének 28 934 dollárjával.
A megye népességének változása:
| Lakosok száma | 17 250 | 17 074 | 17 005 | 16 909 | 16 759 | 16 321 |
|               | 2010   | 2011   | 2012   | 2013   | 2015   | 2020   |

## Gazdaság
A tizenkilencedik században Fayette megye gazdasága a mezőgazdaság köré összpontosult, a gyapot és a kukorica volt az elsődlegesen termesztett nővény. A Richmond and Danville Extension Company 1887-ben befejezte a Georgia Pacific Railroad vonalát Fayette megyén keresztül. A vonal a Georgia állambeli Atlantától a Mississippi állambeli Greenville között közlekedett, majd később a Southern Railway Company vette át. A jelenlegi mezőgazdasági termények közé tartozik a gyapot, a szójabab és a kukorica. A megye fő iparágai a ruházati cikkek, a latexkesztyűk, a teherautóponyvák, a parketta, valamint a háztartási és fűrészárugyártás.

## Foglalkoztatás
A 2020-as népszámlálási becslések szerint Fayette megyében a munkaerő a következő ipari kategóriák között oszlik meg:
- Feldolgozóipar (26,2 százalék)
- Oktatási szolgáltatások, valamint egészségügyi és szociális segélyek (23,0 százalék)
- Kiskereskedelem (15,8 százalék)
- Szállítás és raktározás, valamint közművek (6,3 százalék)
- Egyéb szolgáltatások, kivéve a közigazgatást (4,6 százalék)
- Építőipar (4,3 százalék)
- Művészetek, szórakoztatás, rekreáció, valamint szállás- és étkezési szolgáltatások (4,0 százalék)
- Szakmai, tudományos, gazdálkodási, valamint adminisztratív és hulladékgazdálkodási szolgáltatások (4,0 százalék)
- Pénzügy és biztosítás, valamint ingatlan, bérbeadás és lízing (3,3 százalék)
- Közigazgatás (2,3 százalék)
- Mezőgazdaság , erdőgazdálkodás , halászat és vadászat , valamint kitermelő (1,6 százalék)
- Nagykereskedelem (2,6 százalék)
- Információ (2,0 százalék)

## Oktatás
A Fayette megyében hat iskola található. A Bevill State Community College kampuszt tart fenn Fayette-ben.

## Földrajz
Az 1630 négyzetkilométer területű Fayette megye az állam északnyugati részén fekszik, a nyugati része a keleti öbölparti régión belül , a keleti része pedig a Cumberland-fennsík régión belül található. 
A megye közepén a Sipsey folyó, a Tombigbee folyó mellékfolyója folyik át, míg a keleti felén a North River, az Upper Black Warrior River mellékfolyója. A Luxapalila Creek, a Upper Tombigbee River mellékfolyója, délről északra folyik át a megye nyugati felén. Az US 43 autópálya délről északra halad át a megye északi-középső és keleti részén.

## Események és érdekes helyek
A Sipsey folyó, amely  Fayette megye egész középső részén áthalad, az egyik utolsó szabadon folyó mocsaras patak Alabama államban. A környéken lehetőség van vízimadarak és szarvasvadászatra. A Fayette County Depot Museum , amely egy történelmi vasútállomáson található, a város és a megye történetét mutatja be. A Fayette Művészeti Múzeum és Civic Center olyan helyi művészek népművészetét mutatja be, mint Lois Wilson és Jimmy Lee Sudduth kívülálló művészek , akiknek munkái a Smithsonianban lógnak.